# Franco Menichelli
Franco Menichelli (Roma, Italia, 3 de agosto de 1941) fue un gimnasta artístico italiano especialista en el ejercicio de suelo,
con el que llegó a ser campeón olímpico en 1964.

## Carrera deportiva
En los JJ. OO. de Roma 1960 ganó dos medallas: bronce en el concurso por equipo, y bronce en suelo, tras el japonés Nobuyuki Aihara y el soviético Yuri Titov.
En el Mundial de Praga 1962 gana bronce en suelo.
Las Olimpiadas celebradas en 1964 en Tokio fue su gran momento deportivo ya que consiguió el oro en la prueba de suelo, la plata en anillas, tras el japonés Takuji Hayata, y el bronce en barras paralelas.
En el Mundial de Dortmund 1966 gana dos bronces: en anillas —tras Mikhail Voronin y el japonés Akinori Nakayama— y en suelo, de nuevo tras Akinori Nakayama y otro japonés Yukio Endo.